# Бичко Зиновій Михайлович
Бичко Зиновій Михайлович (10 березня 1951, Грабовець Стрийського району Львівської області — 1 серпня 2022, Львівська область) — український діалектолог, мовознавець, історик мови, дослідник проблем психолінгвістики та культури мови; кандидат філологічних наук, доцент (1985), професор (2011).Член Національної спілки журналістів України. Член НТШ. Член МАУ.

## Життєпис
Закінчив Стрийську СШ № 5 (1966), Самбірське педагогічне училище (1970), філологічний факульттет Львівського національного університету ім. Івана Франка (1978).
1991 року виступив із доповіддю про українську мову в НТШ у Нью-Йорку.
Викладав українську мову у Львівському університеті ім. Івана Франка, Тернопільському університеті ім. Володимира Гнатюка, Яґеллонському університеті (м. Краків, Польща), Львівському університеті «Львівський Ставропігіон», Українській академії друкарства, у Львівському державному університеті внутрішніх справ.
Від 1999 — заступник голови Тернопільської обласної організації товариства «Просвіта».
Відстоював думку, що правильно називати прикрасу «Гривна», а не «гривня».
Похований 3 серпня 2022 року в селі Грабовець Стрийського району Львівської області.

## Наукова діяльність
Має понад 300 наукових публікацій (монографії, словники, посібники, статті, тези, рецензії; понад 1000 газетних виступів). Завершив і підготував до захисту докторську дисертацію на тему «Лексика наддністрянського діалекту».

## Праці
- Перспективи взаємостосунків української літературної мови та діалектів // Вісник Львівського університету. Серія філологічна. — Випуск 34. — Частина 2. — Львів, 2004[недоступне посилання з червня 2019]